# Deutsche Bahn
La Deutsche Bahn AG (DB) è un gruppo aziendale di mobilità e trasporti di proprietà federale con il trasporto ferroviario come attività principale. L'azienda è organizzata come società per azioni ed è interamente di proprietà della Repubblica Federale di Germania, rappresentata dal Ministero Federale per il Digitale e i Trasporti (BMDV). Sotto l'ombrello del Gruppo DB vi sono circa 600 società affiliate, tra cui diverse società di infrastrutture ferroviarie e alcune società di trasporto ferroviario. DB AG gestisce la maggior parte della rete ferroviaria tedesca e la maggior parte del trasporto ferroviario in Germania ed è anche attiva a livello internazionale nel settore dei trasporti e della logistica. 
DB AG è nata nel 1994 dalla fusione di Deutsche Bundesbahn e Deutsche Reichsbahn.Dalla fusione delle due compagnie è stato mantenuto il logo DB - lievemente rivisto con un carattere tipografico senza grazie - già adottato dalle ferrovie occidentali e utilizzato con il significato di Die Bahn (in italiano La ferrovia), fortunato slogan pubblicitario.
La BahnTower in Potsdamer Platz a Berlino è la sede centrale della DB.
Il Gruppo è suddiviso in un gran numero di società, tra cui DB Fernverkehr (trasporto passeggeri a lunga distanza), DB Regio (trasporto passeggeri locale) e DB Cargo (trasporto merci su rotaia). La controllata del Gruppo DB InfraGO gestisce anche gran parte dell'infrastruttura ferroviaria tedesca e quindi la più grande rete ferroviaria d'Europa. L'azienda genera circa la metà dei suoi ricavi totali dal trasporto ferroviario. L'altra metà dell'attività operativa è costituita dalle altre attività di trasporto e logistica e da vari fornitori di servizi. L'azienda genera parte del suo fatturato attraverso contratti di trasporto con il settore pubblico; anche la manutenzione e l'espansione dell'infrastruttura sono sovvenzionate. Le società di trasporto passeggeri del Gruppo hanno trasportato circa 2,9 miliardi di passeggeri con i loro treni e autobus nel 2020. 
Le società di logistica della DB hanno trasportato 213,1 milioni di tonnellate di merci su rotaia nel 2020.
Le cifre relative al 2010 parlano di un numero di addetti pari a oltre 276.000 effettivi e un giro d'affari di quasi 35 miliardi di euro.
È membro dell'Istituto europeo per le norme di telecomunicazione (ETSI).
Fortemente indebitato, i suoi frequenti malfunzionamenti (infrastrutture obsolete, problemi di puntualità e guasti, lentezza di alcune linee, vagoni sovraffollati, comunicazione inefficace) sono oggetto di intensi dibattiti nell'opinione pubblica tedesca ed europea da diversi anni.

## Treni a lunga percorrenza
linee con traffico InterCityExpress
     linee con traffico InterCity / EuroCity
     linee con altro traffico passeggeri

Mappa della rete ferroviaria in Germania a partire dal 2010;
linee con traffico InterCityExpress
linee con traffico InterCity / EuroCity
linee con altro traffico passeggeri

Sulla rete ferroviaria della Deutsche Bahn circolano vari tipi di treni riconoscibili dalle sigle, alcune delle quali in uso anche dalle altre società ferroviarie come ad esempio Trenitalia.

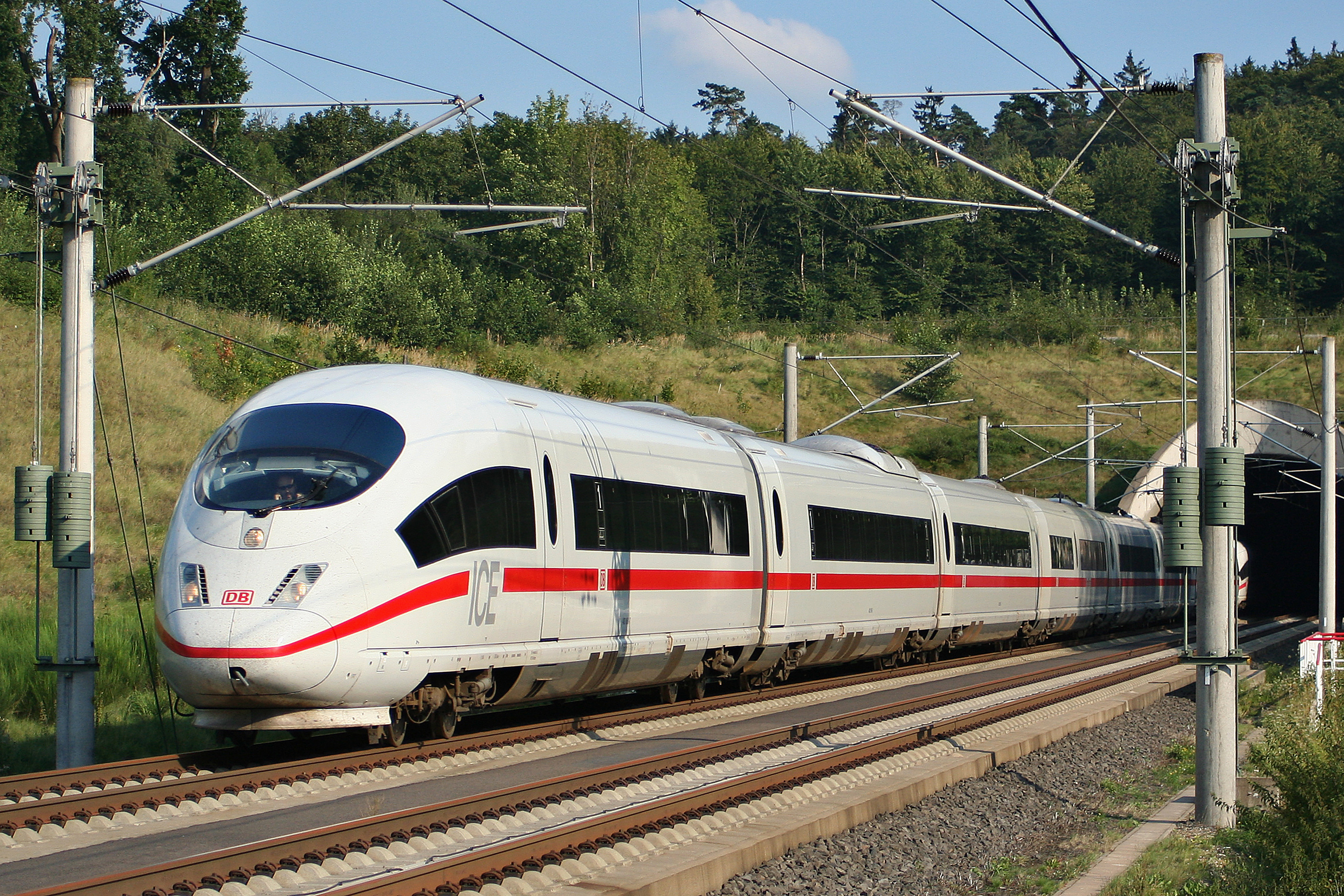
Treno ICE sulla linea Colonia - Francoforte

- InterCityExpress (ICE): treno ad alta velocità, in servizio nazionale ed internazionale
- Thalys: treno ad alta velocità operato da un consorzio franco-belga sulla linea Parigi-Bruxelles-Colonia-Amsterdam. Introdotto nel 1997.
- InterCity (IC): treno rapido di qualità con supplemento in servizio interno. Servizio introdotto nel 1971.
- InterCityNight (ICN): treno "hotel" espletato con materiale Talgo in servizio notturno a tariffa speciale in servizio sulle direttrici Berlino-Monaco, Berlino-Bonn e Amburgo-Monaco.
- EuroCity (EC): treno rapido di qualità con supplemento in servizio internazionale. Gli EuroCity hanno sostituito tutti i Trans Europ Express internazionali.
- Euronight (EN): treno rapido di qualità con supplemento in servizio internazionale notturno. Espleta servizio letti, cuccette e posti a sedere normalmente di seconda classe.
- CityNightLine (CNL): treno rapido di qualità a tariffa speciale in servizio notturno sulle direttrici Dortmund-Vienna, Amburgo-Zurigo, Berlino/Dresda-Zurigo.
- InterRegio (IR): treno rapido di qualità in servizio nazionale ed internazionale (Polonia, Austria, Paesi Bassi) collegante i centri minori e/o le località turistiche. Oggi sostituiti dagli InterRegioExpress o da treni di operatori privati (Alex)
- Urlaub-Express (UEx):, treno a lunga percorrenza operativo durante il periodo della vacanze, generalmente di soli letti e cuccette con auto al seguito, collegante i centri urbani con le località di vacanza.
- InterRegioExpress (IRE): successore degli InterRegio, a differenza del predecessore gli IRE offrono servizio esclusivamente nazionale e su distanze molto più brevi.
- Fern-Express (FD):, treno espresso a lunga percorrenza, in servizio diurno. Operativo fino ai primi anni '90, oggi sostituito da InterCity ed EuroCity.
- Schnellzug (D): treno espresso, oggi limitato quasi esclusivamente al servizio notturno internazionale, normalmente costituito solo da vetture letto e cuccette.
- Eilzug (E): treno diretto, scomparso in Germania Federale negli anni '80, è sopravvissuto sulla rete della DR fino alla costituzione delle Deutsche Bahn.

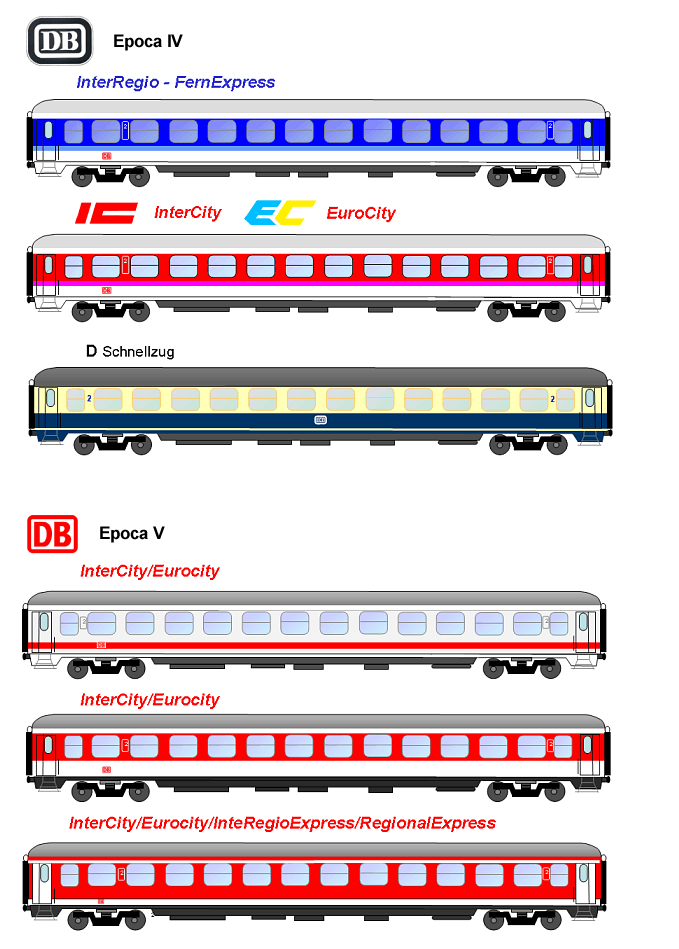
Le livree delle ferrovie tedesche dal 1985 al 2007

## Treni a breve percorrenza
- RegionalExpress (RE): treno veloce in servizio regionale, con un limitato numero di fermate.
- RegionalBahn (RB): treno in servizio locale con percorrenza limitata tra le fermate del RegionalExpress.
- StadtExpress (SE): treno locale che collega il centro della città con i sobborghi. All'esterno della città ferma in tutte le stazioni, mentre nell'area urbana ferma solo alle stazioni di interscambio.
- CityBahn (CB): analogo alla StadtExpress nella sola Germania Federale, abolito con l'istituzione delle Deutsche Bahn.
- S-Bahn (S): treno in servizio suburbano, con servizio di tipo metropolitano (sola 2ª classe, elevata frequenza, tutte le fermate). Presente solo nelle grandi città o conurbazioni, sulla rete della DDR era un servizio presente anche in città di media dimensioni (Erfurt, Halle, Rostock, Magdeburgo).
- Nahverkehr (N): treno locale, sostituito dalla RegionalBahn. Nella rete ex-DDR è sopravvissuto fino alla costituzione delle Deutsche Bahn, mentre sulla rete della Germania Federale è scomparso negli anni ottanta.

## Classificazione materiale rotabile
Il sistema attuale, introdotto nel 1968 prevede solo l'utilizzo di cifre. Ogni mezzo è individuato da 7 cifre XXX XXX X delle quali:
- il primo gruppo di 3 cifre indica il tipo di mezzo (1ª cifra: locomotiva diesel, elettrica, elettrotreno ecc.) e l'impiego (2ª e 3ª cifra: locomotiva per treni passeggeri, merci, universale ecc.)
- il secondo gruppo di 3 cifre indica il numero del mezzo
- la cifra singola è la cifra di controllo per il sistema computerizzato

| Numero | Lettera (ante 1968) | Tipo di veicolo                                 |
| ------ | ------------------- | ----------------------------------------------- |
| 0      |                     | Locomotiva a vapore                             |
| 1      | E                   | Locomotiva elettrica                            |
| 2      | V                   | Locomotiva diesel                               |
| 3      | K                   | piccole locomotive da manovra                   |
| 4      | ET                  | Elettromotrici, escluse quelle ad accumulatori  |
| 5      | ETA                 | elettromotrici ad accumulatori                  |
| 6      | VT                  | automotrici                                     |
| 7      |                     | autobus su rotaia e veicoli di servizio         |
| 8      | ES, EB              | vettura pilota e rimorchi elettromotrici        |
| 9      | VS, VB              | vettura pilota e rimorchi automotrici e railbus |

La seconda e la terza cifra indicano l'utilizzo del mezzo
- X88: tutti i mezzi museali non statici
- X99: tutti i mezzi a scartamento ridotto
- prima cifra 1: 0-1 = passeggeri, 2-3 = universali, 4-5 =merci, 6 =manovra, 7 =altro, 8 =bitensione
- prima cifra 2: 0-8 =da linea, 9 =manovra
- prima cifra 3: locomotive da manovra
- prima cifra 4: 0=alta velocità, 2 =pendolari AC, 7-8 =pendolari DC
- prima cifra 6: 0-1= lunga percorrenza, 2-9=servizi vicinali
- prima cifra 7: 0-9=mezzi di servizio, 9 = railbus
- prima cifra 8-9: rimorchi per automotrici e railbus

Alcuni esempi:
- 099 indica una locomotiva a vapore a scartamento ridotto
- 181 indica una locomotiva elettrica (prima cifra=1) politensione (seconda cifra=8)

Una automotrice a due casse della serie 628 presenta la seguente numerazione:
- 628 indica un'automotrice (prima cifra=6) per il servizio regionale (seconda cifra=2)
- 928 indica un rimorchio pilota (prima cifra=9) per il servizio regionale (seconda cifra 2)

## Classificazione locomotive a vapore
Il sistema di classificazione delle locomotive a vapore (classe “0”) ricalca quello derivato dalla DRG che prevedeva diverse serie (Baureihe, abbreviato BR che significa serie in tedesco), numerate da 01 a 99. Come criterio generale i numeri più bassi erano assegnati alle locomotive più veloci per treni passeggeri mentre i numeri più alti a quelle più lente delle linee a scartamento ridotto.
Ogni serie comprende locomotive simili per prestazioni e caratteristiche costruttive (tipicamente lo stesso rodiggio) ma non necessariamente identiche, ad esempio perché prodotte da diversi costruttori e/o per diverse compagnie ferroviarie.
| Numero  | Tipo di locomotive a vapore                               | lettera identificativa | nuove locomotive | vecchie locomotive |
| ------- | --------------------------------------------------------- | ---------------------- | ---------------- | ------------------ |
| 001–019 | locomotive con tender per treni passeggeri veloci         | S                      | 01-09            | 10-19              |
| 020–039 | altre locomotive a vapore con tender per treni passeggeri | P                      | 20-29            | 30-39              |
| 040–059 | locomotive con tender per treni merci                     | G                      | 40-49            | 50-59              |
| 060–079 | locotender per treni passeggeri                           | St,Pt                  | 60-69            | 70-79              |
| 080–096 | locotender per treni merci                                | Gt                     | 80-89            | 90-96              |
| 097     | locomotive a cremagliera                                  | Z                      | 97               | 97                 |
| 098     | locomotive per ferrovie locali                            | L                      | -                | 98                 |
| 099     | locomotive a scartamento ridotto                          | K                      | 99               | 99                 |

La lettera identificativa generica indica il tipo di servizio (dall'iniziale in tedesco, tranne che per le locomotive a scartamento ridotto K); questo era il sistema di classificazione utilizzato presso le ferrovie bavaresi (S=Schnellzuglokomotiven, P=Personenzuglokomotiven, G=Güterzuglokomotiven, St,Pt=	Schnellzug-Personenzugtenderlokomotiven, Gt=Güterzugtenderlokomotiven, Z=Zahnradlokomotiven, L=Lokalbahnlokomotiven, K=Schmalspurlokomotiven).
I numeri più bassi di ogni serie indicavano le locomotive di nuova produzione (unificate) mentre gli ultimi numeri della serie locomotive ereditate dalla DRG da altre amministrazioni ferroviarie (le ferrovie dei singoli stati)
Esempi:
La locotender articolata delle ferrovie bavaresi Gt 2x4/4 (Gt=locotender per treni merci con due gruppi motori [2x] a 4 assi [4/4]) è stata classificata come dalle DRG come BR 96 (locotender per treni merci di costruzione antecedente al 1920 [numero di serie 90-96]).
Altri esempi sono riportati in tabella:
| locomotiva | anno di costruzione | compagnia | classificazione DRG | tipo di locomotiva                                                     |
| ---------- | ------------------- | --------- | ------------------- | ---------------------------------------------------------------------- |
| P8         | 1906                | prussiane | BR 38               | locomotiva a tender separato costruita prima del 1920                  |
| IV F       | 1907                | Baden     | BR 18.2             | locomotiva a tender separato per treni veloci costruita prima del 1920 |
| S 3/6      | 1908                | bavaresi  | BR 18.4             | locomotiva a tender separato per treni veloci costruita prima del 1920 |
| Gt 2x4/4   | 1908                | bavaresi  | BR 96               | locotender articolata per treni merci costruita prima del 1920         |
| BR 64      | 1928                | DRG       | BR 64               | locotender per treni passeggeri costruita dopo il 1920                 |

Le locomotive convertite per l'alimentazione a nafta sono andate a costituire un gruppo
differente da quello di origine: ad esempio le macchine alimentate a nafta del gruppo 44 sono andate a costituire il gruppo 43
Ogni serie, a sua volta, è suddivisa in sottoserie che raggruppano tutte le locomotive identiche; la sottoserie come gerarchia, può essere assimilata al concetto di "gruppo" utilizzato per le locomotive italiane o di "class", usato per le locomotive inglesi.
Le sottoserie sono indicate con un numero scritto come esponente che segue quello della serie; ad esempio la serie 38 indica tutte le locomotive a tender separato per treni passeggeri lenti con rodiggio 2'C, mentre le diverse sottoserie, indicano locomotive identiche, perché costruite per la stessa compagnia ferroviaria dallo stesso costruttore ed ereditate dalla DRG all'atto della sua costituzione nel 1920.
- BR 380 locomotive ex-ferrovie bavaresi P 3/5 N
- BR 382-3 locomotive ex-ferrovie della Sassonia XII H2
- BR 384 locomotive ex-ferrovie bavaresi P 3/5 H
- BR 3810-40 locomotive ex-ferrovie prussiane P 8
- BR 3870 locomotive ex-ferrovie del Baden IV e

Il numero della sottoserie è anche la prima cifra del numero di matricola della locomotiva, indicato con 3 cifre; esempio BR 384, comprende 80 locomotive 38 401 a 480).
Se una sottoclasse è costituita da più di 100 locomotive, è definito un intervallo di numeri di sottoclasse, separati da un trattino esempio: BR 5523–24 comprende 133 unità 55 2301 a 2433).